# البير التحتاني
البير التحتاني قرية سوريّة تتبع إداريّاً لمحافظة حلب منطقة جرابلس ناحية مركز جرابلس، بلغ تعداد سكانها 179 نسمة حسب التعداد السكاني لعام 2004. ينحدر منها محمد عبد اللطيف أحمد